# Mecynidis
Mecynidis Simon, 1894 è un genere di ragni appartenente alla famiglia Linyphiidae.

## Distribuzione
Le otto specie oggi attribuite a questo genere sono state rinvenute in Africa centrale e meridionale: quattro nel territorio della Tanzania, due in Kenya, una in Angola e l'ultima in Sudafrica.

## Tassonomia
L'intero genere è stato trasferito dalla famiglia Theridiidae Sundevall, 1833, a seguito di un lavoro dell'aracnologo Levi del 1964.
A dicembre 2011, si compone di otto specie:
- Mecynidis antiqua Jocqué & Scharff, 1986 — Tanzania
- Mecynidis ascia Scharff, 1990 — Tanzania
- Mecynidis bitumida Russell-Smith & Jocqué, 1986 — Kenya
- Mecynidis dentipalpis Simon, 1894[3] — Sudafrica
- Mecynidis laevitarsis Miller, 1970 — Angola
- Mecynidis muthaiga Russell-Smith & Jocqué, 1986 — Kenya
- Mecynidis scutata Jocqué & Scharff, 1986 — Tanzania
- Mecynidis spiralis Jocqué & Scharff, 1986 — Tanzania